# Amersham
Amersham ist ein nordwestlich von London gelegener Ort in der englischen Grafschaft Buckinghamshire. 
Amersham hat ca. 15.173 Einwohner (Stand: 2022) und besteht aus zwei Teilen: Amersham on the Hill und Old Amersham, wo sich u. a. eine alte Kirche aus dem 13. Jahrhundert (Saint Mary’s Church), ein Tesco-Supermarkt sowie einige ältere Gasthäuser befinden. Die Geschichte des Ortes reicht jedoch weit in die vorangelsächsische Zeit zurück, in der er als Agmondesham belegt ist. Bekannt ist Amersham auch durch das ortsansässige pharmazeutische Unternehmen Amersham plc. Amersham wird durch die London Underground erschlossen, der Bahnhof Amersham ist Endstation der Metropolitan Line. Amersham verfügt über mehrere Schulen, ein Hallenbad, eine öffentliche Bibliothek sowie öffentliche Parks und mehrere Einkaufsmöglichkeiten im Ort. Von 1974 bis 2020 war Amersham Verwaltungssitz des Distrikts Chiltern. Einige Szenen aus dem bekannten Miss Marple Film "Mörder Ahoi" wurden in diesem Ort gedreht.

## Städtepartnerschaften
- Bensheim,  Deutschland seit 1977
- Krynica-Zdrój,  Polen

## Persönlichkeiten
- Kenneth Page Oakley (1911–1981), Geologe und Paläoanthropologe
- Humphrey Atkins (1922–1996), Politiker
- Philip Ashmole (* 1934), Zoologe
- Anthony Nash, (1936–2022), Bobfahrer
- Georg Stolle (1938–2020), deutscher Politiker und Bürgermeister von Bensheim, Ehrenbürger von Amersham (2019)
- Peter Atkins (* 1940), Chemiker
- Simon Langton (* 1941), Regisseur
- Anne Smith (1941–1993), Mittelstreckenläuferin
- Sir Timothy Miles Bindon „Tim“ Rice (* 1944), Musical- und Filmmusiktexter
- Paula Milne (* 1947), Drehbuchautorin
- Alan Luke (* 1959), Eisschnellläufer und Shorttracker
- Nick Gibb (* 1960), Politiker
- Andrew J. Smith (* 1967), Filmregisseur, Drehbuchautor und Filmproduzent
- Eddie Howe (* 1977), Fußballspieler und -trainer